# انریکه آوالوس
انریکه آوالوس (اسپانیایی: Enrique Avalos‎؛ زادهٔ ۱۹۲۲ - درگذشته نامشخص) بازیکن فوتبال اهل پاراگوئه بود.
از باشگاه‌هایی که در آن بازی کرده‌است می‌توان به باشگاه فوتبال دپورتیوو پریرا اشاره کرد.
وی همچنین در تیم ملی فوتبال پاراگوئه بازی کرده‌است.